# Comunità montana Melandro
La comunità montana Melandro si trova in provincia di Potenza (Basilicata).
La sua sede è nel comune di Savoia di Lucania ed è estesa per 417,05 Ha collocata tra la Campania ed il resto della Basilicata e la popolazione ammonta a 25 800 abitanti. L'area del Melandro è attraversata da due assi di comunicazione e di sviluppo tra i più importanti della regione: la Basentana e la Fondovalle Agrina che, percorrendo le due valli omonime, si collegano all'autostrada Salerno Reggio Calabria. Il territorio, tra i più tormentati della Basilicata, presenta gli aspetti dell'Appennino meridionale caratterizzato da ripidi e scoscesi contrafforti montagnosi fortemente boscati. Essa comprende i territori dei Comuni di Brienza, Picerno, Sant'Angelo Le Fratte, Satriano di Lucania, Savoia di Lucania, Sasso di Castalda, Tito e Vietri di Potenza.

## Popolazione
Gli aspetti più evidenti che emergono dall'analisi dell'evoluzione e della diffusione territoriale della popolazione sono diversi. La popolazione complessiva al 1989 è pari a 25 800 abitanti su una superficie territoriale di 41705 km². Dal confronto con i dati dei censimenti si può notare una dinamica demografica positiva dovuta ai poli di accentuato inurbamento di Picerno e Tito quali dipendenze periferiche di Potenza e alla crescita, con incrementi meno consistenti, della popolazione residente nei restanti comuni.

## Fenomenologie riscontrate
Lungo la sponda del torrente Pergola, fino alla confluenza con il Melandro è presente una dorsale calcarea su cui poggiano detriti di flysch. I rilievi calcarei hanno versanti ripidi con vegetazione scarsa o del tutto assente. Notevole importanza assume l'azione delle acque di infiltrazione in tali litologie, caratterizzate da una eterogeneità degli orizzonti sedimentari che lo costituiscono. La diminuzione delle pendenze non sempre porta ad una situazione di maggiore stabilità infatti si possono instaurare fenomeni di colata che si evolvono nel tempo lungo piani diversi. In gran parte del territorio sono presenti estesi fenomeni gravitativi in corrispondenza degli affioramenti di epoca giurassica e cretacic. La componente litoide appare estremamente tettonizzata e perde le caratteristiche di resistenza e favorisce l'infiltrazione delle acque di scorrimento superficiale. Questi pendii presentano moti di tipo rototraslazionali che si trasformano in lenti movimenti plastici sviluppatisi in larghe fasce dei versanti.

## Aspetti idrologici
L'andamento della piovosità non segue le variazioni altimetriche ma risulta essere condizionato dall'esposizione geografica dei versanti. Le stazioni di pluviometriche per gli studi della piovosità sono: Brienza, Balvano, Picerno, Polla, Avigliano. Da qui si evince che la quantità di pioggia si aggira intorno ai 1000 mm/anno. Per la elaborazione della curva indicatrice di possibilità climatica si fa riferimento ai dati disponibili della stazione pluviometrica di Picerno la cui stazione è ubicata a quota 720 mt.

## Climatologia
Il territorio della Comunità Montana del Melandro è caratterizzato da temperature rigide d'inverno, fredde d'estate e da piogge abbondanti. La massa d'acqua piuttosto cospicua costituisce una rilevante eccezione per il mezzogiorno. La temperatura media è di 12 C con punte della massima assoluta di 39 C. Si può definire il clima locale come: Freddo umido nel semestre invernale in cui ricorre un numero elevato di gelate piuttosto forti, caldo umido nel semestre estivo con una aridità massima soprattutto nel mese di luglio o agosto.